# Hadena povera
Hadena povera är en fjärilsart som beskrevs av Blanchard 1852. Hadena povera ingår i släktet Hadena och familjen nattflyn. Inga underarter finns listade i Catalogue of Life.